# Heiboender
Een heiboender is een borstel van heidetwijgen, die voor het reinigen van voorwerpen in de keuken of op boerderijen gebruikt werd.

## Vervaardiging
Een heiboender bestaat uit een cilindervormige rol van dopheidetwijgen, die met een of meerdere banden van touw, ijzerdraad of gespleten wilgentwijgen bevestigd wordt. In tegenstelling tot de heibezem worden de twijgen aan onderkant glad afgesneden. In gebieden waar veel heide groeide, werden heiboenders vroeger meestal als nevenverdienste geproduceerd. De in de voorjaar en zomer geplukte twijgen van oudere planten werden gedroogd en in de winter tot borstels gebonden.

## Gebruik
De taaie twijgen maken het verwijderen van vastgebakken vuil mogelijk, zoals in pannen. Fijn zand wordt daarbij als schuurmiddel ingezet. In boerderijen werden de borstels voor het reinigen van voorwerpen en stalwanden gebruikt. Omtrent 1920 was de heiboender nog een vast bestanddeel van de normale keukeninrichting. Later in de twintigste eeuw werden de borstels niet meer in de handel aangeboden.